# Jane Flemming
Ne doit pas être confondu avec Jane Fleming.
Jane Christina Flemming, née le 14 avril 1965 à Sydney, est une athlète australienne qui pratiquait surtout l'heptathlon. Bien qu'ayant plusieurs participé aux championnats du monde d'athlétisme, elle a obtenu ses meilleurs résultats lors des jeux du Commonwealth.

## Palmarès

### Championnats du monde d'athlétisme
- Championnats du monde d'athlétisme de 1987 à Rome ( Italie)
  - 10e à l'heptathlon
- Championnats du monde d'athlétisme de 1993 à Stuttgart ( Allemagne)
  - éliminée en demi-finale sur 100 m haies
  - 7e à l'heptathlon

### Championnats du monde d'athlétisme en salle
- Championnats du monde d'athlétisme en salle de 1995 à Barcelone ( Espagne)
  - éliminée en série sur 60 m haies

### Jeux du Commonwealth
- Jeux du Commonwealth de 1986 à Édimbourg ( Écosse)
  - 6e sur 100 m haies
  - abandon en relais 4 × 100 m
  -  Médaille d'argent à l'heptathlon
- Jeux du Commonwealth de 1990 à Auckland ( Nouvelle-Zélande)
  - 4e sur 100 m haies
  -  Médaille d'or au saut en longueur
  -  Médaille d'or à l'heptathlon
- Jeux du Commonwealth de 1994 à Victoria ( Canada)
  - 7e sur 100 m haies
  -  Médaille d'argent à l'heptathlon

## Records
- Record d'Océanie de l'heptathlon avec	6695 points, réalisé le 28 janvier 1990 à Auckland

## Sources
- (en) Cet article est partiellement ou en totalité issu de l’article de Wikipédia en anglais intitulé « Jane Flemming » (voir la liste des auteurs).